# Цернике, Фриц
Фриц Цернике (нидерл. Frits Zernike; 16 июля 1888 — 10 марта 1966) — голландский физик, лауреат Нобелевской премии по физике 1953 года «За обоснование фазово-контрастного метода, особенно за изобретение фазово-контрастного микроскопа».
Член Нидерландской королевской академии наук (1946), иностранный член Лондонского королевского общества (1956).

## Биография
Цернике родился в Амстердаме в семье Карла Фридриха Августа Цернике и Антье Диперинк. Родители были учителями математики, и он приобрёл страсть отца к физике. Он изучал химию (её основы), математику и физику в университете Амстердама. В 1912 году он был удостоен премии за работу по опалесценции в газах. В 1913 году он стал помощником Якоба Корнелиуса Каптейна в астрономической лаборатории университета Гронингена. В 1914 году он совместно с Леонардом Орнштейном вывел уравнения Орнштейна — Цернике для теории критической точки. В 1915 году он получил место на кафедре теоретической физики в том же университете, и в 1920 году он был назначен профессором теоретической физики.

## Основные труды
В 1930 году Цернике, проводя исследования по спектральным линиям, обнаружил, что так называемые спектральные духи, которые находятся слева и справа от каждой основной линии в спектрах, созданных с помощью дифракционной решётки, имеют сдвиг по фазе от первичной линии на 90 градусов. В 1933 году на физическом и медицинском конгрессе в г. Вагенинген Цернике впервые описал свой метод фазового контраста в приложении к микроскопии. Он использовал метод, чтобы проверить форму вогнутых зеркал. Его открытие легло в основу первого микроскопа на основе метода фазового контраста, построенного во время Второй мировой войны.
Ещё один вклад в области оптики связан с эффективным описанием дефектов изображений или аберраций оптических систем, таких как микроскопы и телескопы. Представление аберраций первоначально было основано на теории, разработанной Людвигом Зейделем в середине девятнадцатого века. Представление Зейделя было основано на разложении в степенной ряд и не позволяло провести чёткое разделение между различными типами и порядками аберраций. Ортогональные многочлены Цернике позволили решить эту давнюю проблему оптимальной "балансировки" различных аберраций оптических систем. С 1960-х полиномы Цернике широко используются в оптическом дизайне, оптической метрологии и анализе изображений.
Работы Цернике помогли пробудить интерес к теории когерентности, исследованиям частично когерентных источников света. В 1938 году он опубликовал более простой вывод теоремы ван Циттерта (1934 год) о когерентности излучения от удалённых источников, ныне известной как теорема ван Циттерта — Цернике.